# Moxostoma lacerum
Moxostoma lacerum és una espècie extinta de peix de la família dels catostòmids, la qual fou descrita per primera vegada per a la ciència l'any 1877. Des del 1893 no se n'ha vist cap exemplar més i cap al 1970 es va considerar extinta (possiblement perquè els seus hàbitats foren modificats per la sedimentació).

## Morfologia
- Podia assolir els 31,3 cm de longitud total.
- Dors de color oliva a marronós, ventre i flancs platejats o blancs, aletes inferiors lleugerament ataronjades (les altres de color crema a fosques) i aleta dorsal fosca i rivetada de negre.
- Llavi superior no protràctil i l'inferior dividit en dos lòbuls.
- Cap curt (20-22% de la longitud total del cos).
- Aleta dorsal amb 11-12 radis tous.
- Línia lateral completa i amb 42-46 escates.[6][7][8]

## Hàbitat i distribució geogràfica
Era un peix d'aigua dolça, demersal i de clima temperat, el qual es trobava als Estats Units: alguns rierols de la conca superior del riu Mississipi, el riu Scioto a Ohio, el riu Tennessee a Geòrgia, el riu White a Arkansas, la conca del llac Erie i els rius Blanchard i Auglaize al nord-oest d'Ohio.

## Observacions
Apareix a la Llista Vermella de la UICN.